# L'Aldosa de la Massana
L'Aldosa de la Massana (prononcé en catalan /ɫəɫˈdozə ðə ɫə məˈsanə/, et localement : /laɫˈdoza ðe la maˈsan/]) est un village d'Andorre situé dans la paroisse de La Massana qui comptait 956 habitants en 2017.
Le village abrite l'église Sant Ermengol de l'Aldosa, bâtie au XVIIe siècle.

## Toponymie
Le linguiste catalan Joan Coromines fait dériver Aldosa de la racine romane elze (« chêne »), qui a également donné alzina en catalan. Un changement se serait ensuite produit de *l'Alzoza vers l'Aldosa. Aucune forme ancienne ne vient cependant confirmer ce changement puisque la première mention du toponyme a lieu en 1262 sous la forme Aldosa. La présence d'un article suggère que Aldosa ait constitué dans le passé un nom commun : « le bois de chêne de La Massana ».
Massana provient du latin mattiana (« pomme »). Cette racine mattiana est d'ailleurs à l'origine de maçana, signifiant également « pomme » en ancien castillan, et constituant une orthographe alternative de Massana. 

## Démographie
| 1984 | 1985 | 1986 | 1987 | 1988 | 1989 | 1990 | 1991 | 1992 |
| ---- | ---- | ---- | ---- | ---- | ---- | ---- | ---- | ---- |
| 168  | 171  | 182  | 198  | 217  | 228  | 227  | 219  | 225  |

| 1993 | 1994 | 1995 | 1996 | 1997 | 1998 | 1999 | 2000 | 2001 |
| ---- | ---- | ---- | ---- | ---- | ---- | ---- | ---- | ---- |
| 280  | 286  | 349  | 354  | 355  | 407  | 423  | 464  | 475  |

| 2002 | 2003 | 2004 | 2005 | 2006 | 2007 | 2008 | 2009 | 2010 |
| ---- | ---- | ---- | ---- | ---- | ---- | ---- | ---- | ---- |
| 490  | 506  | 547  | 594  | 609  | 669  | 717  | 745  | 742  |

| 2011 | 2012 | 2013 | 2014 | 2015 | 2016 | 2017 | - | - |
| ---- | ---- | ---- | ---- | ---- | ---- | ---- | - | - |
| 745  | 784  | 808  | 818  | 843  | 904  | 956  | - | - |